# Kevin Anderson (acteur)
Kevin Anderson (Gurnee, 13 januari 1960) is een Amerikaans acteur.

## Biografie
Anderson heeft gestudeerd aan de Goodman School of Drama, een onderdeel van de DePaul University in Chicago waar hij afstudeerde in 1981.
Anderson woont nu in Malibu, in zijn vrije tijd is hij ook zanger en drummer.

## Filmografie

### Films
Uitgezonderd korte films.
- 2014 Heaven Is for Real - als mr. Baxter
- 2013 Salomé - als John de Baptist
- 2006 Charlotte's Web – als mr. Arable
- 2004 Carry Me Home – als Charlie
- 2002 Power and Beauty – als John F. Kennedy
- 2002 Monday Night Mayhem – als Frank Gifford
- 2001 Ruby's Bucket of Blood – als Billy Dupre
- 2001 When Strangers Appear – als Bryce
- 2001 The Doe Boy – als Hank
- 1999 Gregory's Two Girls – als Jon
- 1999 The Hunt for the Unicorn Killer – als Ira Einhorn
- 1997 Eye of God – als Jack Stillings
- 1997 A Thousand Acres – als Peter Lewis
- 1997 Firelight – als John Taylor
- 1993 The Wrong Man – als Alex Walker
- 1993 Rising Sun – als Bob Richmond
- 1993 The Night We Never Met – als Brian McVeigh
- 1992 Hoffa – als Robert Kennedy
- 1991 Liebestraum – als Nick Kaminsky
- 1991 Sleeping with the Enemy – als Ben Woodward
- 1990 Orpheus Descending – als Val Xavier
- 1989 In Country – als Lonnie
- 1988 Miles from Home – als Terry Roberts
- 1987 Orphans – als Phillip
- 1987 A Walk on the Moon – als Everett Jones
- 1985 Pink Nights – als Danny
- 1983 Risky Business – als Chuck

### Televisieseries
Uitgezonderd eenmalige gastrollen.
- 2003 – 2004 Skin – als Tom Roam – 6 afl.
- 1997 – 1998 Nothing Scared – als Francis Xavier Reyneaux – 20 afl.

## TheaterwerkBroadway
- 2008 Come Back, Little Sheba – toneelstuk - als dokter
- 2004 – 2005 Brooklyn – musical - als Taylor Collins
- 1999 Death of a Salesman – toneelstuk - als Biff
- 1989 Orpheus Descending – toneelstuk - als Val Xavier
- 1990 Sunset Boulevard Musical London original cast met Patti Lupone .ALW.

- Biblioteca Nacional de España: XX1296847
- Bibliothèque nationale de France: cb14029581h (data)
- Gemeinsame Normdatei: 136533205
- International Standard Name Identifier: 0000 0001 2138 2624
- Library of Congress Control Number: no96016512
- Nationale Bibliotheek van Tsjechië: xx0149758
- Nationale Bibliotheek van Israël: 987007457349505171
- Nederlandse Thesaurus van Auteursnamen: 155589156
- Système universitaire de documentation: 079572251
- Virtual International Authority File: 69129207
- WorldCat: E39PBJjxxJCVJjVjjWR4QWBtrq